# شهرک جعفرآباد (کرمانشاه)
جعفرآباد ( به لکی : جَه‌فِرآباد) از بزرگترین محله‌های شهر کرمانشاه است که در شرق شهر و در منتهی الیه حاشیهٔ شهر واقع شده است.
در تقسیم‌بندی مناطق شهرداری در منطقه ۳ واقع است.
جعفرآباد از شمال به گورستان باغ فردوس از جنوب به پادگان ارتش لشکر ۸۱ زرهی کرمانشاه و شهرک بعثت،از شرق به شهرک ملا حسینی و از غرب به خیابان رشیدی و میدان نواب محدود می‌شود. اکثریت ساکنان جعفرآباد را مردم لک از ، طایفه‌های لک زبان کاکاوند، عثمانوند، جلالوند،بالاوند و درود فرامان و ... تشکیل شد  . این محله معرف به بخش 4 است.    

## وجه تسمیه
در سال ۱۳۵۰ شهردار وقت کرمانشاه به نام امان‌الله کیهان تصمیم گرفت زمین‌های قبرستان باغ فردوس کنونی و اطراف آن را که متعلق به مردم روستاهای شاطرآباد و باغ نی بود، به فضای سبز و پارک تبدیل نماید. بنا بود این زمین‌ها با زمین‌های منطقهٔ جعفرآباد کنونی معاوضه گردد. با توجه به غیرقابل کشت بودن زمین‌های جعفرآباد، مردم شاطرآباد و باغ نی تصمیم گرفتند این زمین‌ها را یک جا بفروشند. شخصی به نام جعفر جلال دولتشاهی، از شاهزاده‌های قاجار و از خاندان دولتشاهی، این زمین‌ها را یک‌جا خریده، با روابط و اعمال نفوذ در شهرداری، توانست تغییر  کاربری داده و به قطعات کوچکتر تفکیک کرد و با چندین برابر قیمت به مردم بفروشد. این منطقه در میان مردم به نام فرد مزبور به جعفرآباد معروف شد.

## تاریخچه
محلهٔ جعفرآباد در دههٔ ۵۰ خورشیدی در جنوب شرقی شهر کرمانشاه و در مجاورت محلهٔ پشت بدنه ساخته شد.ساکنان اولیه روستاییان مهاجر لک تباری بودند که از سکونتگاه‌های اولیهٔ خود، طایفه‌های لک زبان کاکاوند، عثمانوند، جلالوند، درود فرامان و بالاوند ... به کرمانشاه آمده بوند و جعفرآباد برای آن‌ها ارزانترین و نزدیکترین محل به روستاهایشان محسوب می‌شد. زمین‌های جعفرآباد با وجود فاصلهٔ کم از شهر، به دلیل شیب زیاد و سنگلاخی بودن زمین با قیمت نازلی به صورت قولنامه یا پته به این مهاجران فروخته می‌شد. بیشتر ساخت و ساز در جعفرآباد در همان دههٔ ۵۰ خورشیدی انجام شد و کمتر از یک سوم ساختمان‌های این محله پس از انقلاب بهمن ۱۳۵۷ ساخته شده است.

## جمعیت
جمعیت جعفرآباد در سرشماری سال ۱۳۷۵ خورشیدی حدود ۵۳ هزار نفر و در مطالعه ای در سال ۱۳۸۰ حدود ۶۰ هزار نفر محاسبه شده است. میانگین بعد خانوار در جعفرآباد در سرشماری سال ۱۳۷۵ برابر با ۵/۷ نفر بوده است که ۱ نفر از میانگین شهر کرمانشاه در آن زمان (۴/۷ نفر) بیشتر بوده است. در تازه ترین آمار مربوط به سال ۱۳۸۵ جمعیت جعفرآباد حدود ۶۸ هزار نفر محاسبه شده است.